# Loucký klášter
Loucký klášter (německy Klosterbruck, Bruck nebo Kloster Louka, polsky Klasztor Louka) je premonstrátský klášter ve znojemské městské části Louka, který byl založen roku 1190 přemyslovským knížetem Konrádem Otou (syn Konráda Znojemského) a jeho matkou Marií. Byl jedním z významných klášterů ve střední Evropě a jedním z největších klášterů v ČR, i když celý jeho komplex nebyl nikdy dostavěn. V současnosti se jedná o historickou památku, kterou vlastní město Znojmo, jež část kláštera pronajímá vinařské firmě Znovín. V roce 2017 byl prohlášen národní kulturní památkou České republiky.

## Historie

### Založení kláštera

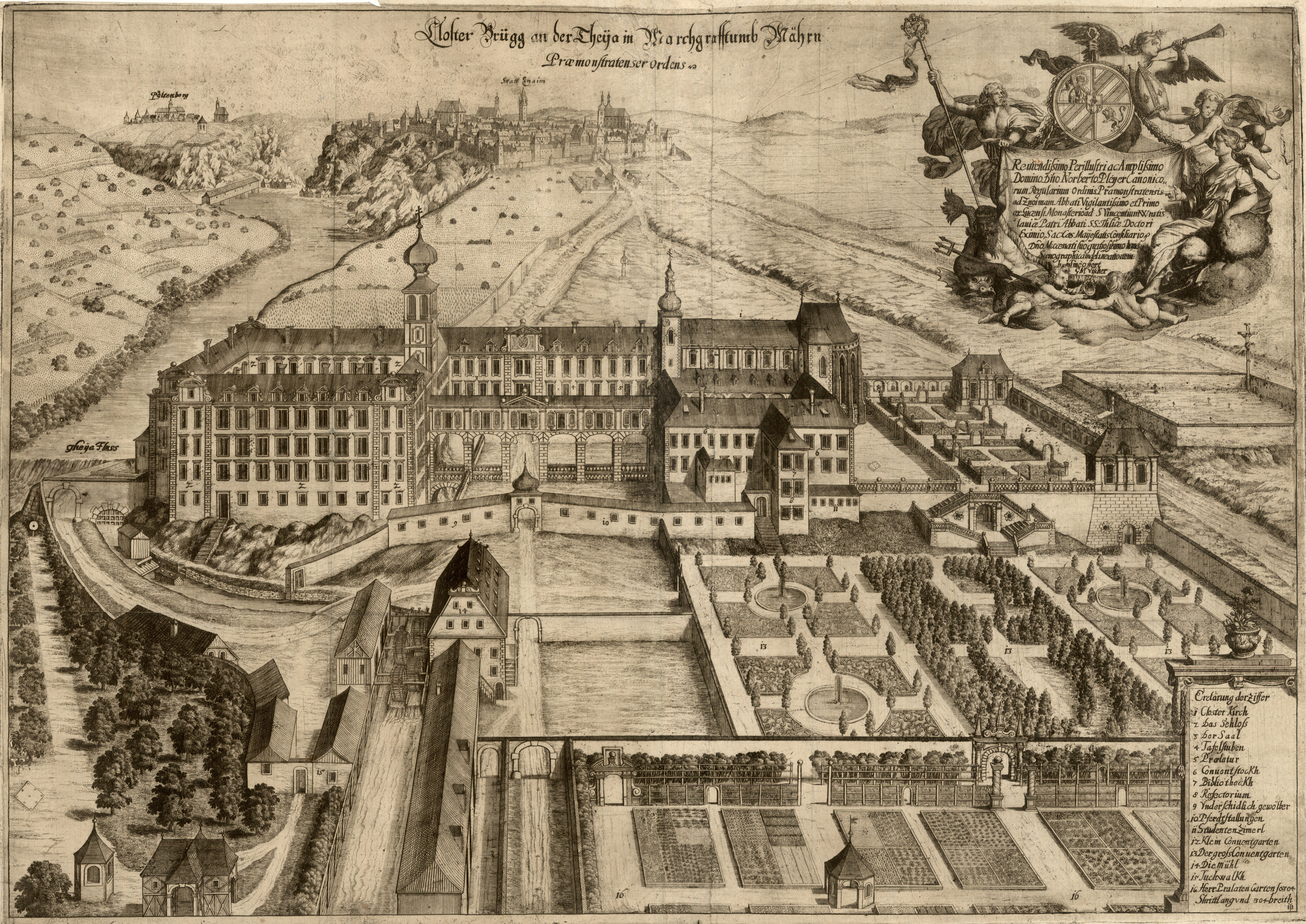
Rytina Georga Matthaeuse Vischera z roku 1679 (neuskutečněný projekt přestavby)

Ota, kníže český, kdysi markrabě moravský, založil 25. října 1190, společně se svou matkou Marií, premonstrátský klášter v Louce na počest Panny Marie a svatého Václava. Důvodem založení byly zbožné důvody, v listině je psáno: „pro spásu svou a svých předků.“  Podle Josefa Žemličky se jednalo o Otovu snahu povznést své sídlo, zhustit farní síť a zlepšit duchovní péči ve starém sídelním území větší části znojemského údělu. Této možnosti odpovídá i vývoj kláštera ve 13. století, kdy dochází k růstu počtu jím spravovaných far. Záhy po založení byl klášter obdařen řadou majetků a 27. dubna 1195 ho pod svou ochranu přijal papež Celestin III.

### Vztahy s panovníky
Roku 1191 zemřel zakladatel kláštera Konrád Ota, který poskytl klášteru největší obdarování. Jeho smrt však na klášter neměla veliký vliv. Dne 7. června 1194 daroval klášteru některé statky Jindřich Břetislav během své výpravy na Moravu. Velkým příznivcem Louckého kláštera byl Vladislav Jindřich, který jej bohatě obdaroval, například bitevním polem u Loděnic, ale i finanční hotovostí. Vladislav Jindřich se dokonce zúčastnil vysvěcení Louckého kláštera, jehož letopočet není znám. Roku 1222 klášter za jeho přítomnosti koupil ves Mramotice za 170 hřiven stříbra a uvažuje se, že tyto použité prostředky pro koupi Mramotic, byly součástí daru právě od Vladislava Jindřicha. Po smrti Vladislava Jindřicha v roce 1222 získal vládu na Moravě Přemysl Otakar I.  Ten roku 1226 povýšil blízké Znojmo na královské město, čímž klášteru zabavil některé statky, ale na druhou stranu ho odškodnil jinými majetky, například patronátním právem kostela v Prosiměřicích, dále právem zakládat mlýny a rybníky, také daroval klášteru i právo hrdelní a majetek odsouzených. Loucký klášter později obdaroval i jeho syn a to patronátním právem kostela v Tasovicích roku 1234. Téhož roku pro klášter vydal imunitní privilegium, osvobodil klášter od dávek a daní, robot při opevňování a opravách hradů a měst, od žalob, noclehů, svod a od všech práv beneficiářů či komorníků markrabských.

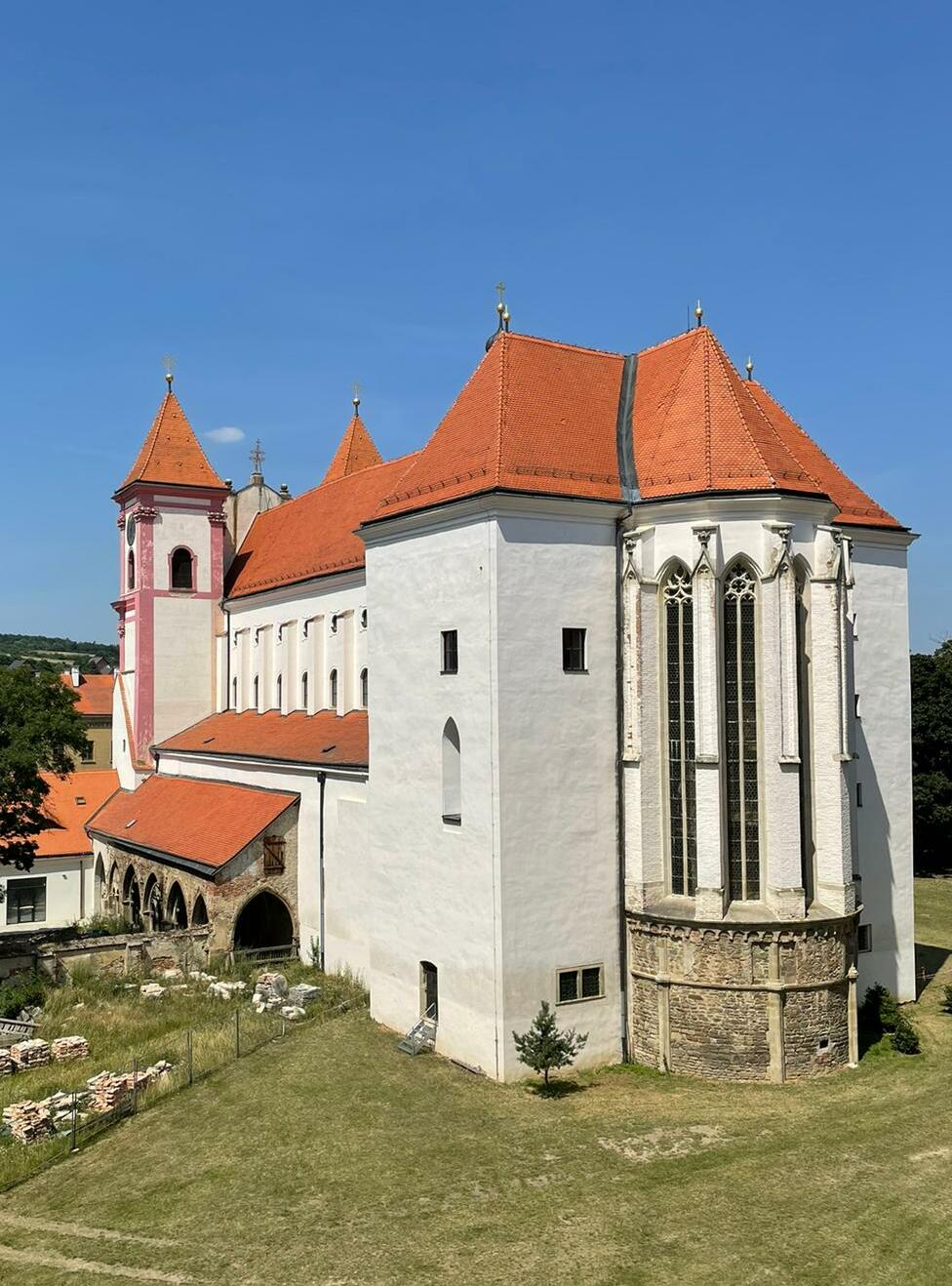
Bazilika Nanebevzetí Panny Marie a svatého Václava

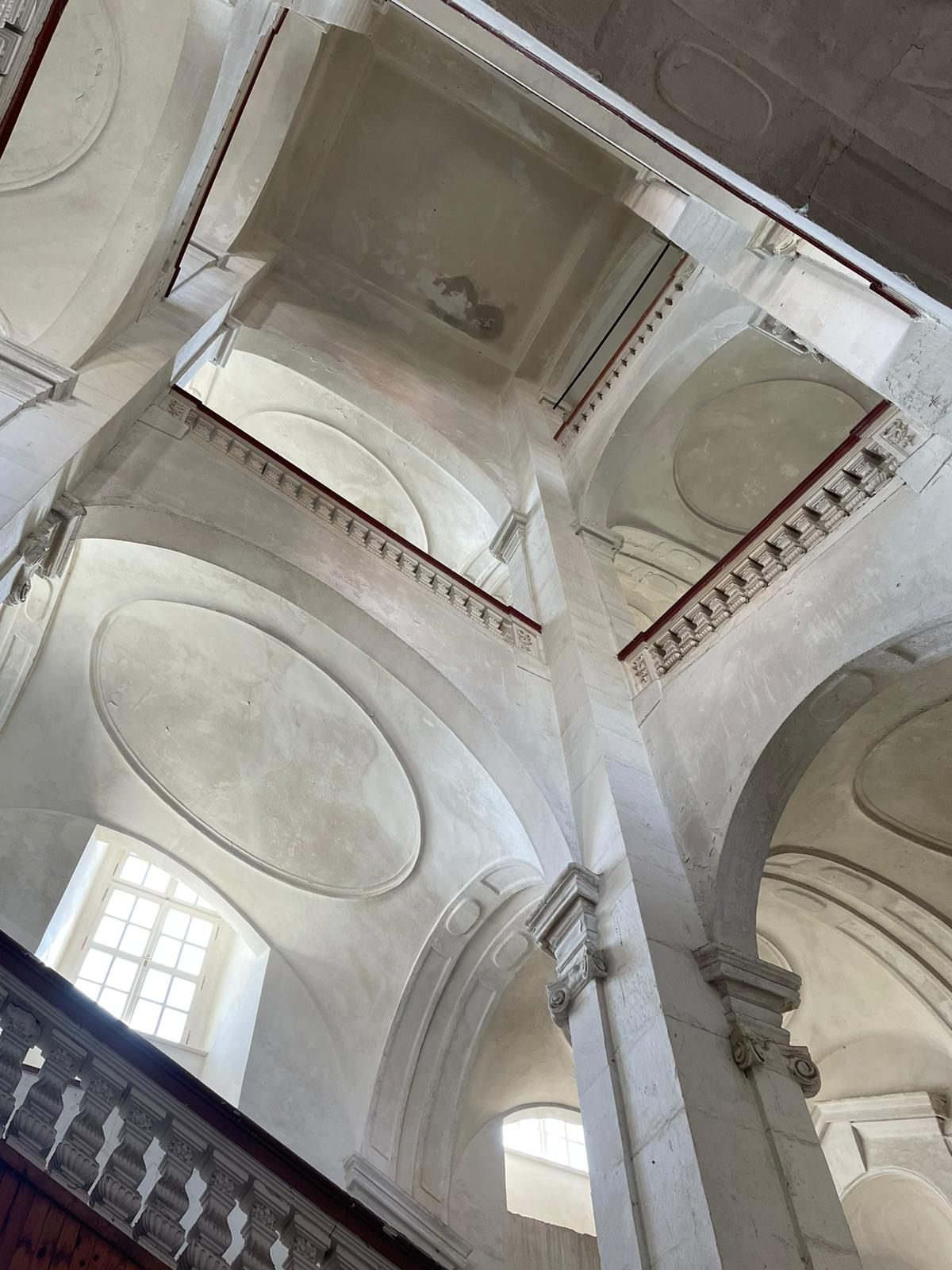
Detail schodiště

Přemysl Otakar II. měl k Louckému klášteru blízko, neboť loucký opat, pravděpodobně opat Jindřich, býval jeho kaplanem. V Louckém klášteře pobýval po smrti Přemysla Otakara II. i král Rudolf Habsburský. Dne 4. ledna 1279 zde vydal listinu pro míšeňského markrabího Jindřicha.  Jako místo vydání listiny bylo uvedeno „apud Znoymam“, ale předpokládá se, že listina byla vydána v Louce. Rudolf v Louce pobýval ještě jednou o rok později a to dne 11. prosince 1280, kdy vydal listinu pro tyrolského a gorického hraběte Meinharda. Naopak zájem Václava II. o Loucký klášter je doložen ojediněle. Dne 28. června 1294 potvrdil Václav II. Louckému klášteru koupi vsi Oblekovice. Bylo to poprvé a naposledy, kdy se syn Přemysla Otakara II. objevuje výslovně v dějinách tohoto kláštera.
Oproti Václavovi II. po sobě král Jan Lucemburský zanechal více dokladů. Například klášteru udělil právo ustanovovat a sesazovat rychtáře ve Znojmě. Bohatý vztah mezi klášterem a Janem Lucemburským byl založen na věrnosti opata kláštera Jana Lupuse, ale hlavním důvodem udělení několika privilegií byly škody způsobené za bojů Habsburků na moravské hranici. O chod kláštera se staral i Janův syn, markrabí Karel, který musel v roce 1338 zasahovat proti znojemským měšťanům, kteří se spikli a zvolili si nového vlastního hejtmana. Následně přikázal znojemskému purkrabímu, aby zařídil řádné placení desátků vinařů ze Šatova. A když se stal českým králem potvrdil klášteru privilegia udělená jeho předchůdcem, králem Janem.
V roce 1349 předal Karel IV. vládu na Moravě Janu Jindřichovi, který 25. března 1363 potvrdil Louckému klášteru jeho svobody a jurisdikci nad klášterem vyhradil své komoře. Další doklady o vztahu Janu Jindřicha k Louckému klášteru jsou řídké. Nástupcem Jana Jindřicha se stal Jošt. Jošt se v souvislosti s klášterem objevuje nepřímo dne 19. ledna 1376, kdy daroval vsi Práče a Těšetice augustiánům v Brně. Tento moravský markrabě působil i jako soudce sporů Louckého kláštera a města Znojma. Jošt udělil klášteru právo propinace, a to způsobilo zhoršení odbytu vína obyvatel města Znojma. Za vlády Jošta často vznikaly spory mezi městem a klášterem, došlo ke zpustošení klášterního majetku, dokonce se klášterní komora dostala do finanční insolvence, kterou způsobily Joštovy války s bratrem Prokopem, jejichž součástí byly i boje o Znojmo na počátku 15. století. Vzniklé problémy se později snažil urovnat král Václav IV. a v jeho stopách šel i král Zikmund. Ten obnovil a potvrdil dosavadní práva kláštera a v září roku 1423 vydal společně s Albrechtem rozhodnutí ve sporu mezi měšťany a Louckým klášterem o placení desátků z červeného vína ve prospěch kláštera.

### Pobyt panovníků v klášteře
V Louckém klášteře je doložen pobyt panovníků Jindřicha Břetislava a Vladislava Jindřicha, dále v klášteře přespával i Rudolf Habsburský. Pravděpodobný je i pobyt Karla IV.

### Husitské hnutí

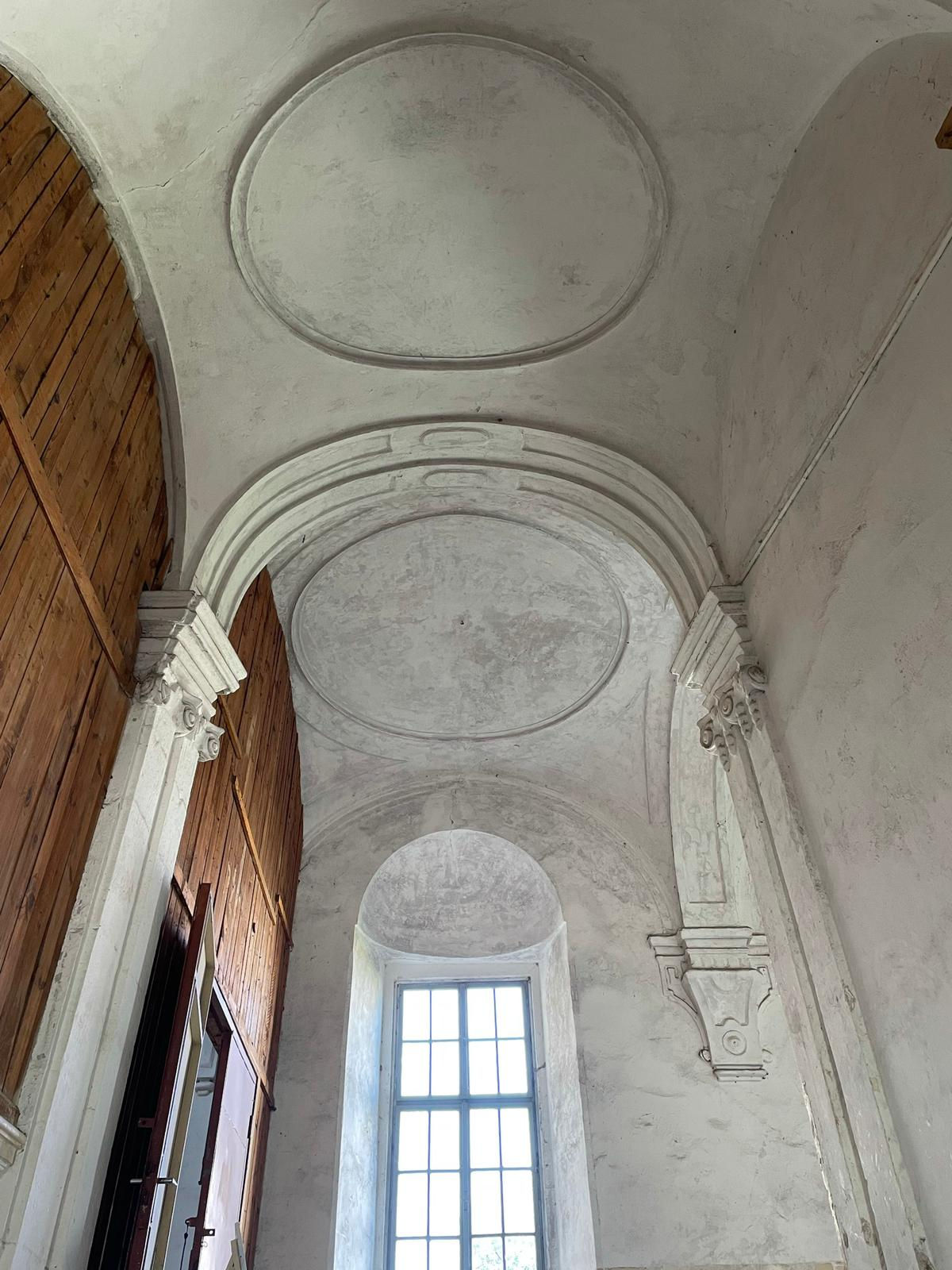
Ukázka stropu

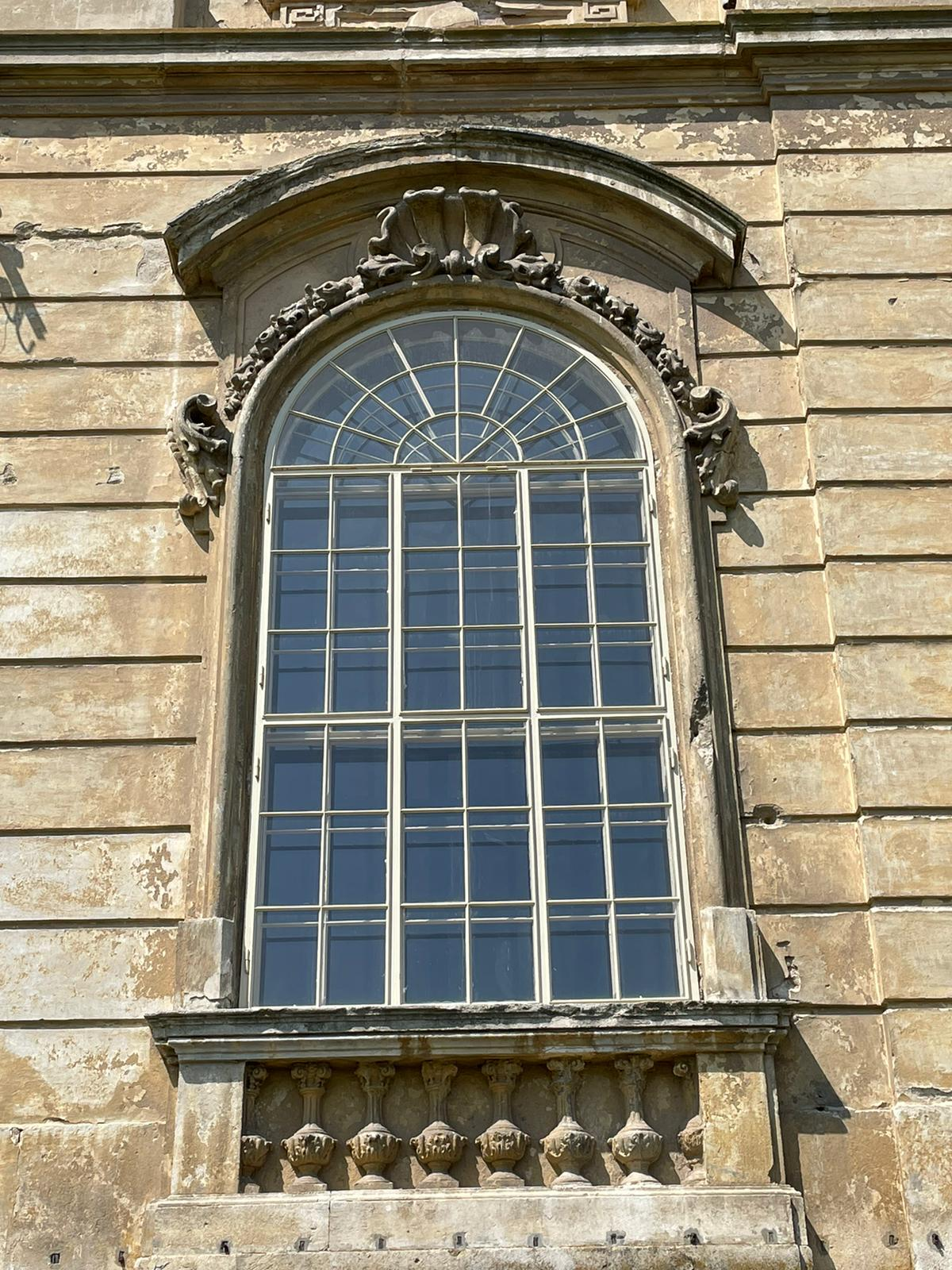
Detail okna

V roce 1425 táhla husitská vojska pod vedením Zikmunda Korybutoviče a Bohuslava ze Švamberka na jižní Moravu. Snažila se dobýt město Znojmo, což se jim ani po dvoutýdenním obležení nepodařilo. Poté se vojsko přesunulo k Louckému klášteru. Dne 12. listopadu 1425 byl klášter dobyt. V Louckém klášteře tak došlo nejen k velké ztrátě na životech, ale i na majetku. Ti, kteří neutekli, byli upálení zaživa uvnitř kláštera. Poničena byla knihovna i archiv, ale přesto se dochovaly některé listiny, dokumenty a knihy. Klášter se podařilo dobýt zpět v roce 1426 a vrátili se do něj kanovníci, kteří běsnění husitů přežili.  Ovšem k započetí samotné rekonstrukce kláštera došlo okolo roku 1450, novější literatura uvádí rok 1444. Loucký klášter se z obtížného husitského období brzy vymanil a ze všech moravských klášterů na tom byl nejlépe. Soudí se podle informací z Moravského zemského sněmu konaného dne 23. září 1526. Jelikož Moravský zemský sněm 23. září 1526 přijal usnesení, jakým způsobem se mají kláštery zapojit do války proti Turkům, a loucký opat měl povinnost poslat 20 koní, což bylo nejvíce ze všech moravských církevních statků.

### Vyplenění kláštera
Během válek měl Loucký klášter obzvlášť nejisté osudy. Stál mimo opevněný areál města Znojma a navíc byl postaven vedle důležité komunikace z Vídně do Znojma. Obdobně na tom byly i klášterní statky, které byly rozptýlené po okolí. Roku 1242 byl klášter vypleněn rakouským vévodou Friedrichem. Poté byl klášter vypleněn nejspíš Rudolfovým vojskem po bitvě na Moravském poli v srpnu 1278, protože dalšího roku (1279) dal Rudolf, již jako správce Moravy, louckým premonstrátům náhradu za škody. Nejhorší vyplenění kláštera, již zmiňované, čekalo premonstráty za husitských válek. Dne 12. listopadu 1425 dobyli husité klášter, jeho budovy poničili a zapálili, dokonce i s mnichy, kterým se nepodařilo uniknout. Husité tu řádili tři dny a byly poničeny klášterní budovy, kaple, stáje, refektář, dormitář a další místnosti. Taktéž byly ničeny obrazy, sochy, zahrady kláštera a bohužel byla pobořena i klášterní knihovna s archivem. Naštěstí se velká část listin, dokumentů a knih dochovala. Získání kláštera zpět na husitech se povedlo v roce 1426 a duchovní chod kláštera se poměrně rychle obnovil. Nová výstavba a rekonstrukce kláštera započala okolo roku 1450, datum není přesně zaznamenáno, novější literatura uvádí rok 1444.
Další katastrofy zažil klášter v průběhu třicetileté války. V roce 1634 klášter postihla povodeň, a proto téhož roku musela být opravována hospodářská stavení. V březnu 1642 zničili Švédové klášterní budovy a v roce 1645 se do kláštera vrátili, jelikož toho roku neúspěšně obléhali město Brno. V Louce byl zajat císařský krajský hejtman znojemský a jihlavský. Mimo jiné se v klášteře ubytoval švédský vojevůdce Torstenson. Klášter byl vypleněn, dále byl nucen zaplatit válečnou kontribuci a tak se stalo, že se zadlužil. V roce 1742 byl klášter obsazen Prusy. Probíhaly války o Slezsko a Prusové obsadili Znojmo i Loucký klášter. Loucký klášter musel zásobovat vínem a potravinami pruského krále Bedřicha II., který byl ubytovaný právě ve Znojmě. Klášter nebyl schopen plnit finanční požadavky Prusů, a proto byli zajati významní členové kláštera.

### Zrušení kláštera
Dne 29. července 1784 byl klášter zrušen císařským nařízením Josefa II. V té době měl klášter 96 kanovníků. Z konventu se stala vojenská kasárna a při klášterním kostele byla zřízena fara. Po 18 letech byly kasárny zrušeny a Loucký klášter sloužil jako továrna na tabák. Klášterní statky byly ve státní správě a postupně byly odprodávány. Roku 1827 loucké panství koupila rodina Liebenbergova, což byla vídeňská bankéřská rodina. Tato rodina upravila budovy Louckého kláštera na své sídlo, které je nazýváno Novým zámkem. Dále upravila část staršího hradu pro správní účely, který byl nazýván jako Starý zámek. Zbylé části koupili ostatní zájemci. V roce 1851 byl komplex prodán státu. Dočasně byla v budově kláštera vojenská akademie a později opět kasárna a státní vojenský hřebčín pro Moravu a Slezsko. Byl zbořen tzv. Starý zámek a vybudována budova pro důstojníky. Vzhled Louckého kláštera se tak změnil. Nejstarší část budov kláštera sloužila jako škola. Velký mlýn pod klášterem sloužil jako administrativní budova. V roce 1969 byla stržena barokní brána. Vojáci opustili Loucký klášter roku 1993. Zřízení vojenské kasárny se stalo pro klášter osudným, znamenalo pro něj obrovskou devastaci.

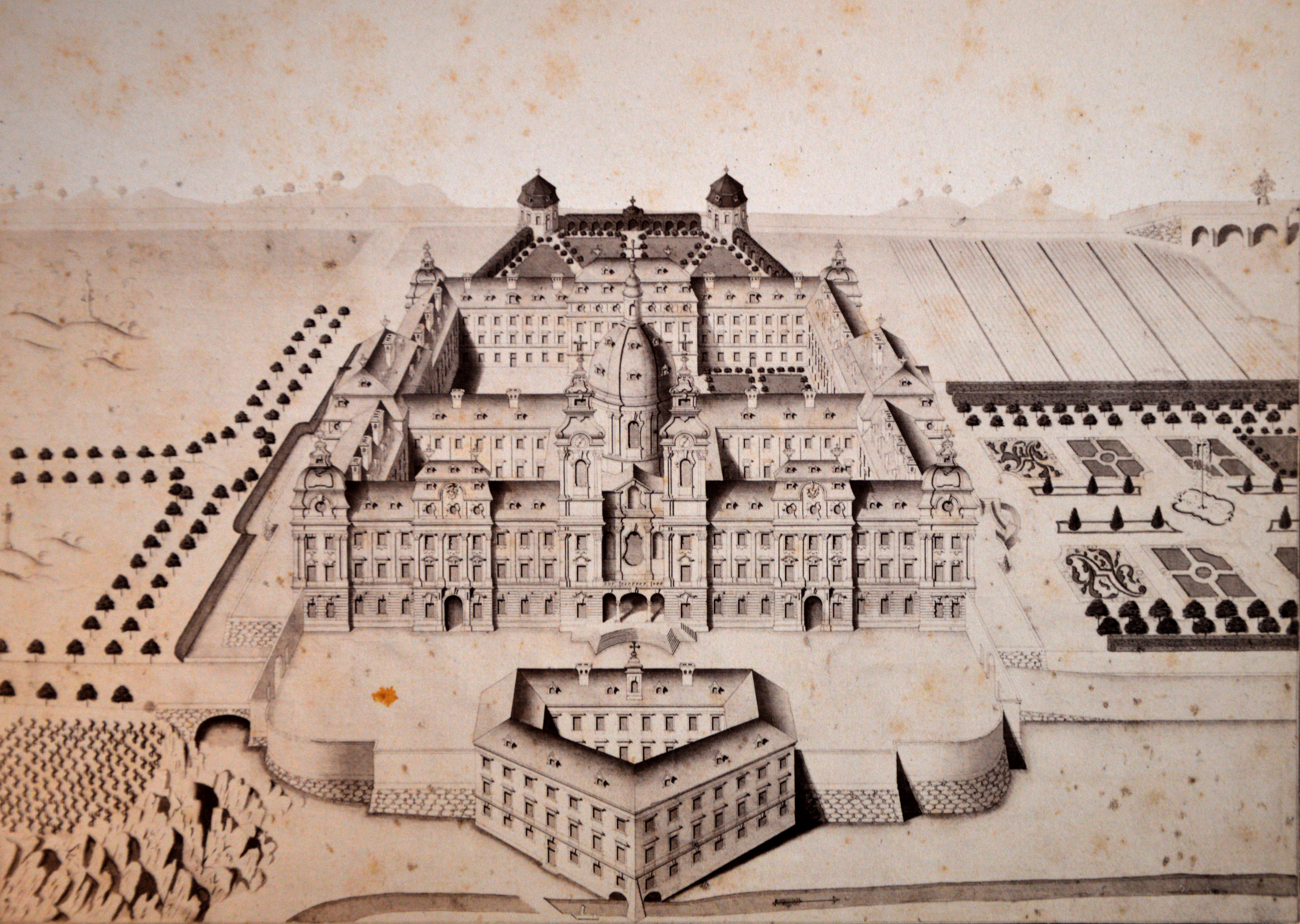
Projekt přestavby Louckého kláštera od architekta Franze Antona Hillebranta

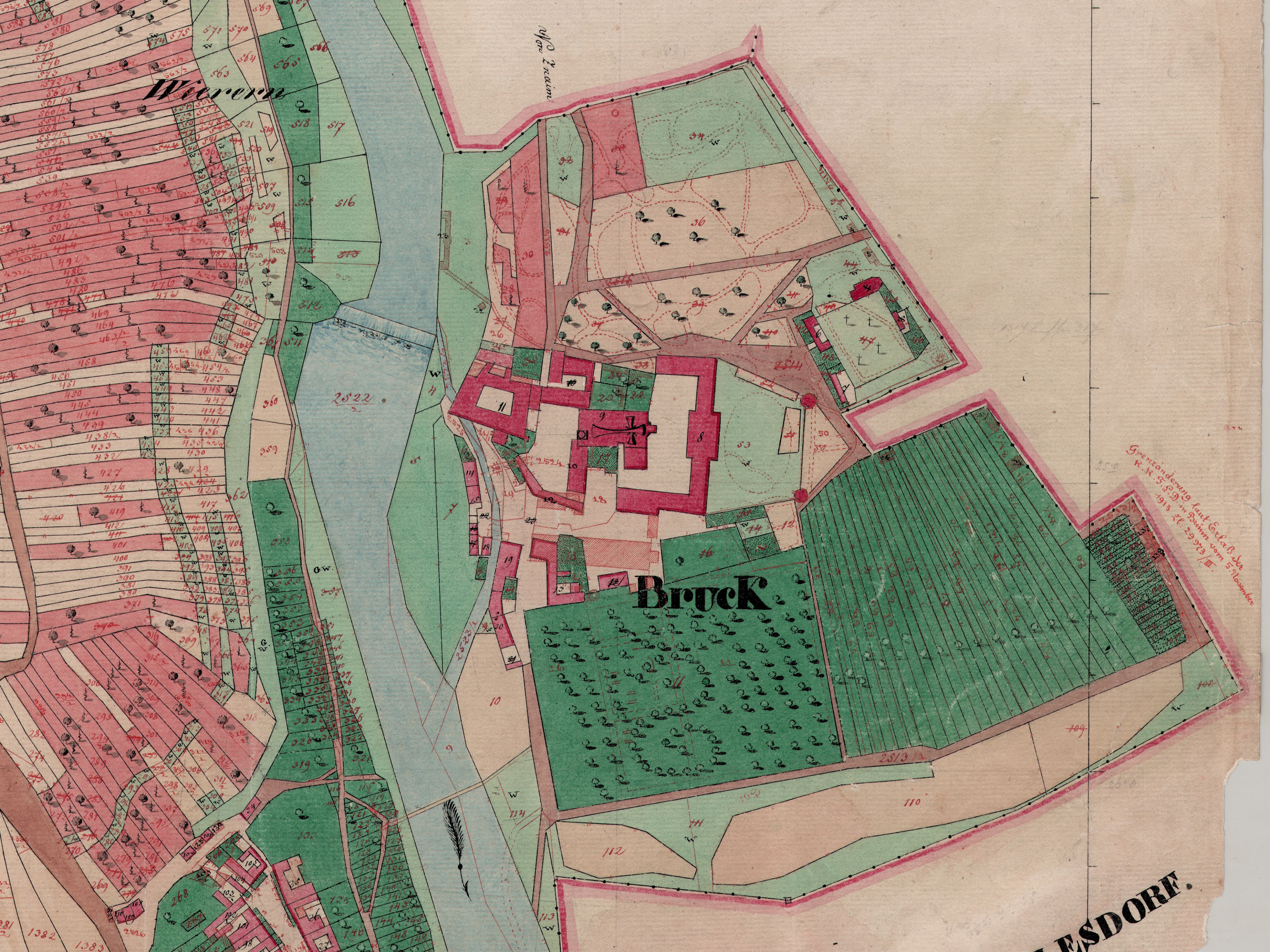
Areál Louckého kláštera na originální mapě Stabilního katastru. Katastrální území Sedlešovice (Edelspitz). Mapováno 1845, reambulováno 1877–1913.

### Opati
Nejstarším doloženým opatem byl Georgius,v některých zdrojích uváděný jako Jiří. Tento opat je zmíněn v listině z roku 1201, když svědčil při donaci Přemyslu Otakarovi. Po Jiřím v Louckém klášteře nejspíše působil opat jménem Gerard, který bývá často, ale mylně označován za prvního opata kláštera v Louce. Zúčastnil se vysvěcení klášterního kostela po roce 1202. Opat Gerard je znám ze dvou středověkých fals pro zábrdovické premonstráty k roku 1210. Opat Florián se objevuje se v roce 1220 a dochází za něj ke konsolidaci klášterních majetků konfirmacemi biskupskými i papežskými. Za velmi významného opata je považován opat Jindřich, o kterém se předpokládá, že byl kaplanem Přemysla Otakara II. Jindřich je také doložen jako první loucký opat, který soudil i cizí spory. Opat Dětrich byl dvakrát zvolen do funkce řádového vizitátora. Za jeho vlády došlo k rozšíření počtu kostelů pod patronátním právem kláštera.
Zvláštní postavu v historii kláštera tvoří opat Šimon, jenž byl během svého života opatem dvou klášterů. Opata Jana Lupuse lze považovat jako jediného opata zapsaného do velkých dějin. Stal se prvním litomyšlským biskupem. Těžkou dobu zažil klášter v dobách, kdy vládl opat Zděněk a po něm opat Jan. V klášteře vzniklo několik problémů a s nimi přišla i neschopnost platit servitium. V době předhusitské byl opatem a řádovým vizitátorem Jan Puczdota, za něj došlo dvakrát k obléhání města Znojma i zničení kláštera.
Opat Přibyslav II. z Hodic zahájil rekonstrukci kláštera po jeho zničení. V rekonstrukci kláštera pokračoval opat Jan Bavor.  Ale rekonstrukce byla velmi nákladná a tak se klášter znovu dostal do finanční tísně, podobné jako za vlády opatů Zdeňka a Jana. Tato finanční krize vyvrcholila za opata Metoděje Hrůzy. Metoděj Hrůza vložil pět vesnic do rukou Valdštejnů a došlo za něj k úpadku morálky celého kláštera. Je dokázáno, že žil světským životem, vydržoval si konkubíny, a dokonce se oženil. V chování a způsobech ho následovala většina mnichů. Ti, kteří zůstali věrní své víře a chtěli se dál vzdělávat, raději odešli. Opat Metoděj Hrůza navíc navštěvoval kázání protestantského kazatele v nedalekém Znojmě. Jeho chování nadále nemohl přehlížet ani sám císař, a proto poslal Metodějovi  dopis s důtkou. Klášter se za vlády tohoto opata ocitl na samém dně. Za jeho vlády došlo i k jedné pozitivní věci a to k ukončení sporu mezi Louckým klášterem a klášterem v Olomouci. Nejdůležitější postavou pro Loucký klášter v raném novověku  byl Šebestián z Čepirohu, o němž je zmínka z roku 1572. Tento opat připravil půdu protireformačnímu hnutí na Znojemsku, spolupracoval s jezuity, byl zapřisáhlý bojovník proti protestantismu. Nebýt jeho, klášter by zanikl. Šebestián z Čepirohu vyvedl klášter z dluhů, nabyl nového majetku, vykoupil zastavené vesnice. Obecně je považován za druhého zakladatele Louckého kláštera. Vybudoval klášter na troskách jeho dávno ztracené slávy. Po smrti Šebestiána z Čepirohu byl zvolen opatem Šebestián II. Fuchs Bádenský, ten založil v Louce knihtiskárnu, která pracovala v letech 1595–1608. Jejím dílem je 21 tisků. Tato knihtiskárna zanikla v roce 1613. V 18. stoletím zde byl významným opatem Antonín Nolbeck, který nechal postavit venkovské residence např. v Kravsku, Loděnicích, Lechovicích a Litohoři. Posledním opatem Louckého kláštera byl Daniel Dodl. Klášter měl v té době 96 kanovníků a byl zrušen rozhodnutím Josefa II.

### Farní kostely
Loucký klášter se stal největším držitelem patronátních práv na Znojemsku. Do všech kostelů dosazoval loucký opat faráře. Výjimku tvořily kostely v Prosiměřicích a v Tasovicích, tyto dva kostely byly přímo inkorporovány ke klášteru.
- kostel Nanebevzetí Panny Marie a svatého Václava v Louce
- kostel svatého Mikuláše ve Znojmě
- kostel svatého Jiří ve Strachoticích
- kostel Narození svatého Jana Křtitele v Rokytnici nad Rokytnou
- kostel Nanebevzetí Panny Marie a svatého Ondřeje ve Starém Hobzí
- kostel svaté Markéty v Loděnicích
- kostel svatého Prokopa v Domamili
- kostel svatého Martina v Šatově
- kostel svatého Víta v Dyjákovičkách
- kostel svaté Markéty v Příměticích
- kostel svatého Petra a Pavla v Českých Křídlovicích (dnes součást obce Božice)
- kostel svatého Jiljí v Prosiměřicích
- kostel Nanebevzetí Panny Marie v Tasovicích
- kostel Nalezení svatého Kříže v Trstěnicích
- kostel svatého Jana Nepomuckého v Milfronu (nyní Dyje)
- kostel svatého Jiljí v Lukově
- kostel Stětí svatého Jana Křtitele ve Vrbovci
- kostel svatého Petra a Pavla v Hrádku
- kostel Nejsvětější Trojice v Pravicích
- kostel Nanebevzetí Panny Marie v Oleksovicích

## Knihovna

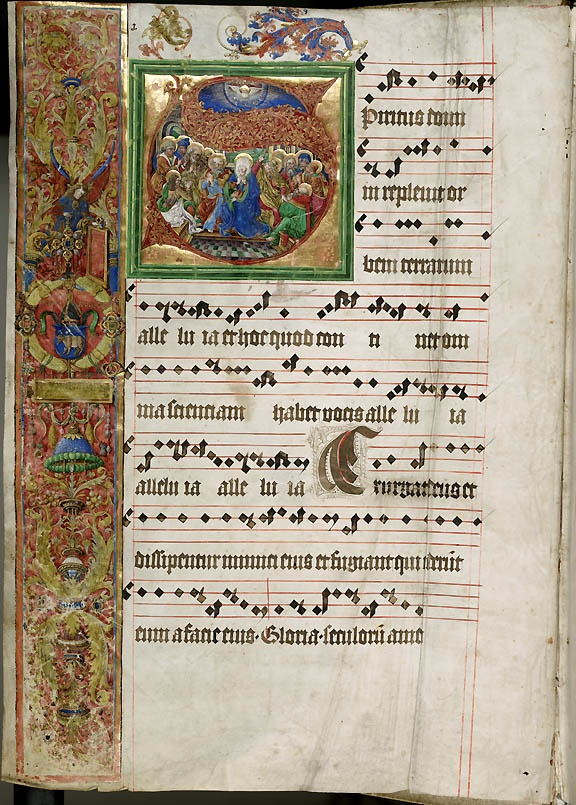
Graduál loucký, titulní strana (Vědecká knihovna v Olomouci)

Loucký klášter vlastnil velkou klášterní knihovnu. Po roce 1784 byly knihy rozděleny do třech knihoven. Jednalo se o knihovnu na Strahově, v Olomouci a ve Vídni. Zařízení knihovny se stalo součástí Strahovské knihovny, neboť ho koupil a uchoval klášter na Strahově v Praze. Dochovaná část archivu je dnes uložena v Brně.
Z tohoto kláštera pochází Graduál loucký, který je dnes uložen ve Vědecké knihovně v Olomouci.
Činnost mnichů Louckého kláštera byla v oboru knižní výroby a malby miniatur v knihách velmi významná. Dokazuje to i rukopis zvaný Cursus Sanctae Mariae, který je uložen v Morganově knihovně v New Yorku. Jedná se o 182 pergamenových listů s latinským textem a jednou německou modlitbou. Tato kniha vznikla krátce po roce 1215, psali ji dva písaři a zdobili tři malíři miniatur. Výtvarná výzdoba knihy má vztah k malbám ze Znojemské rotundy.

## Zajímavosti

### Přemysl Otakar II.
Poblíž Louckého kláštera, v nedalekém Znojmě, byly v kryptě minoritského kláštera dočasně uloženy ostatky Přemysla Otakara II., který zemřel po bitvě na Moravském poli v Dolních Rakousích roku 1278.

### Podzemní chodby

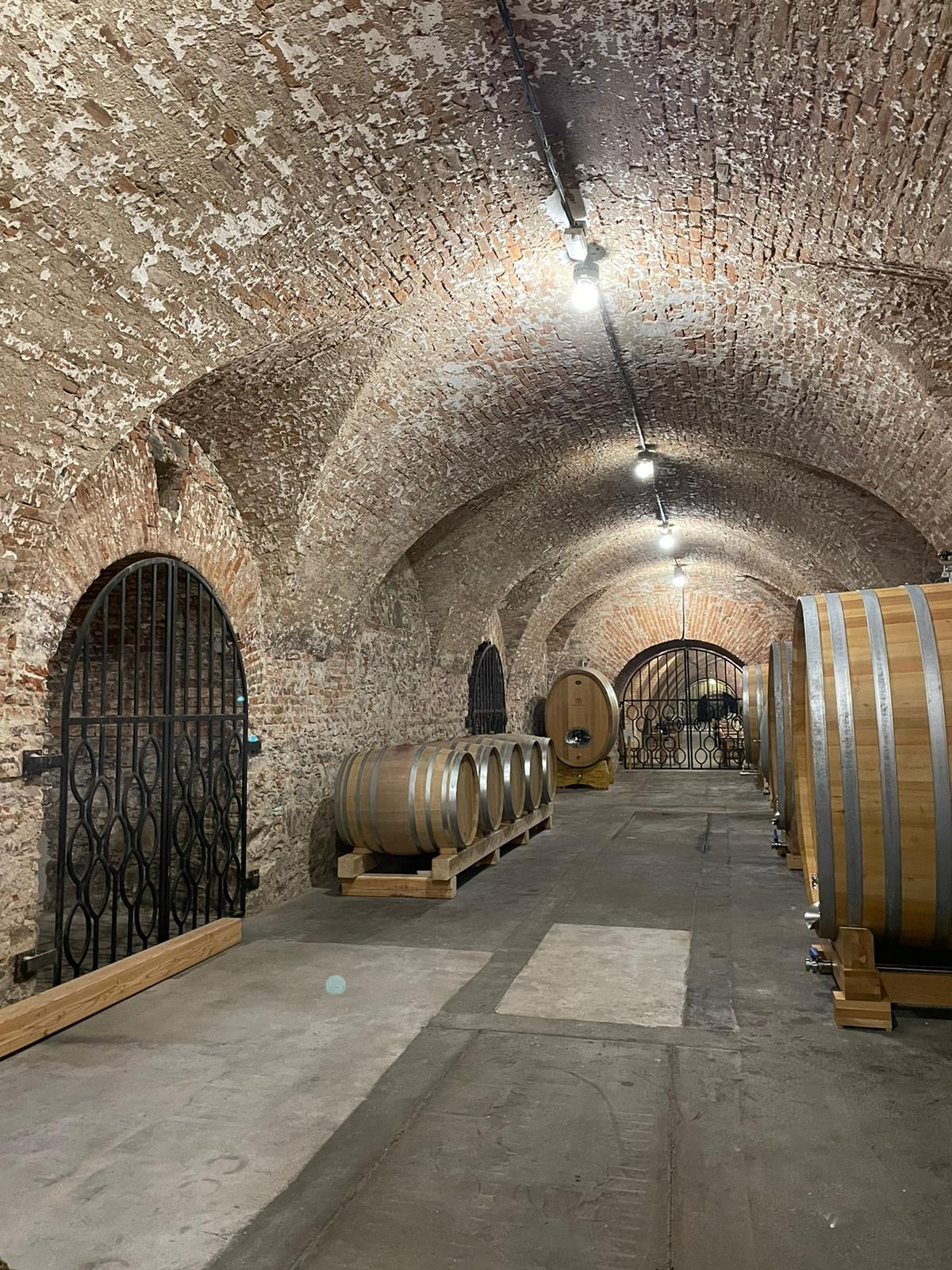
Sklep využívaný Znovínem Znojmo k degustačním akcím

Kolem roku 1480 byly vyhloubeny pod klášterem tajné podzemní chodby, které mohly sloužit k několika účelům. Například jedna z chodeb spojovala klášter s farou sv. Mikuláše ve Znojmě, další ústila na druhém břehu řeky Dyje. Tento systém umožňoval premonstrátům snadnější přesun, úkryt a vytvářel možnost útěku při napadení.

### Prokop Diviš
V 18. století působil v klášteře fyzik Prokop Diviš, který v roce 1754 v Příměticích sestrojil první bleskosvod.

### Napoleon Bonaparte
V roce 1805 byl v Louckém klášteře pohoštěn Napoleon Bonaparte, který v té době obsazoval město Znojmo. Tuto událost zmiňuje hraběnka Ugartová ve svém francouzském deníku.

## Současnost
Část klášterních budov využívá firma Znovín Znojmo pro uložení lahví s vínem, podnikovou prodejnu vín, pořádání různých společenských akcí a je zde umístěno malé muzeum vinařství. Využívaná je přitom pouze asi 1/25 celého areálu. Většina objektu nečinně chátrá.

#### Archeologie
- PEŠKA, Marek; STANĚK, Pavel; ŠIMÍK, Jakub; MARŠÍČKOVÁ, Martina. Ohlédnutí za letošní sezónou vykopávek v louckém klášteře u Znojma. Zápisníček [online]. Archaia Brno, 11. 12. 2019 [cit. 2019-12-15]. Dostupné online.
- PEŠKA, Marek. Ještě něco málo k Louckému klášteru ve Znojmě. Zápisníček [online]. Archaia Brno, 04. 12. 2018 [cit. 2021-09-29]. Dostupné online.
- PEŠKA, Marek; STANĚK, Pavel. Dva nálezy klášterních hmoždířů. Zápisníček [online]. Archaia Brno o.p.s., 16. 09. 2019 [cit. 2019-12-15]. Dostupné online.
- PEŠKA, Marek. Konec Staré školy. Zápisníček [online]. Archaia Brno, 02. 09. 2019 [cit. 2019-12-15]. Dostupné online.
- PEŠKA, Marek; STANĚK, Pavel. Nové vykopávky v louckém klášteře u Znojma…. Zápisníček [online]. Archaia Brno, 21. 08. 2019 [cit. 2019-12-15]. Dostupné online.
- DROZDOVÁ, Eva. Antropologický rozbor kosterních pozůstatků z kláštera Louka u Znojma. Pravěk: časopis moravských a slezských archeologů. Nová řada.  Brno: Masarykova univerzita, Filozofická fakulta, 2001, roč. 10, s. 151–161.
- UNGER, Josef. Archeologický výzkum premonstrátského kláštera v Louce u Znojma. Příspěvek ke způsobu pohřbívání ve středověkých klášterech. Pravěk: časopis moravských a slezských archeologů. Nová řada.  Brno:  2001, roč. 10, s. 143–150.
- UNGER, Josef. Archeologický výzkum v areálu louckého kláštera. Jižní Morava: vlastivědný sborník Brno.  Brno: Muzejní a vlastivědná společnost v Brně, 1996, roč. 32, čís. 35, s. 27–35.
- KRUTIŠ, Dalibor. V Louce našli zeď, o které nikdo nevěděl. znojemsky.denik.cz. 2019-09-25. Dostupné online [cit. 2019-12-15].
- Archeologové v Louckém klášteře odkryli hroby z 15. a 16. století. halónoviny.cz [online]. [cit. 2019-12-15]. Dostupné online.[nedostupný zdroj]